# Cafe Schucan

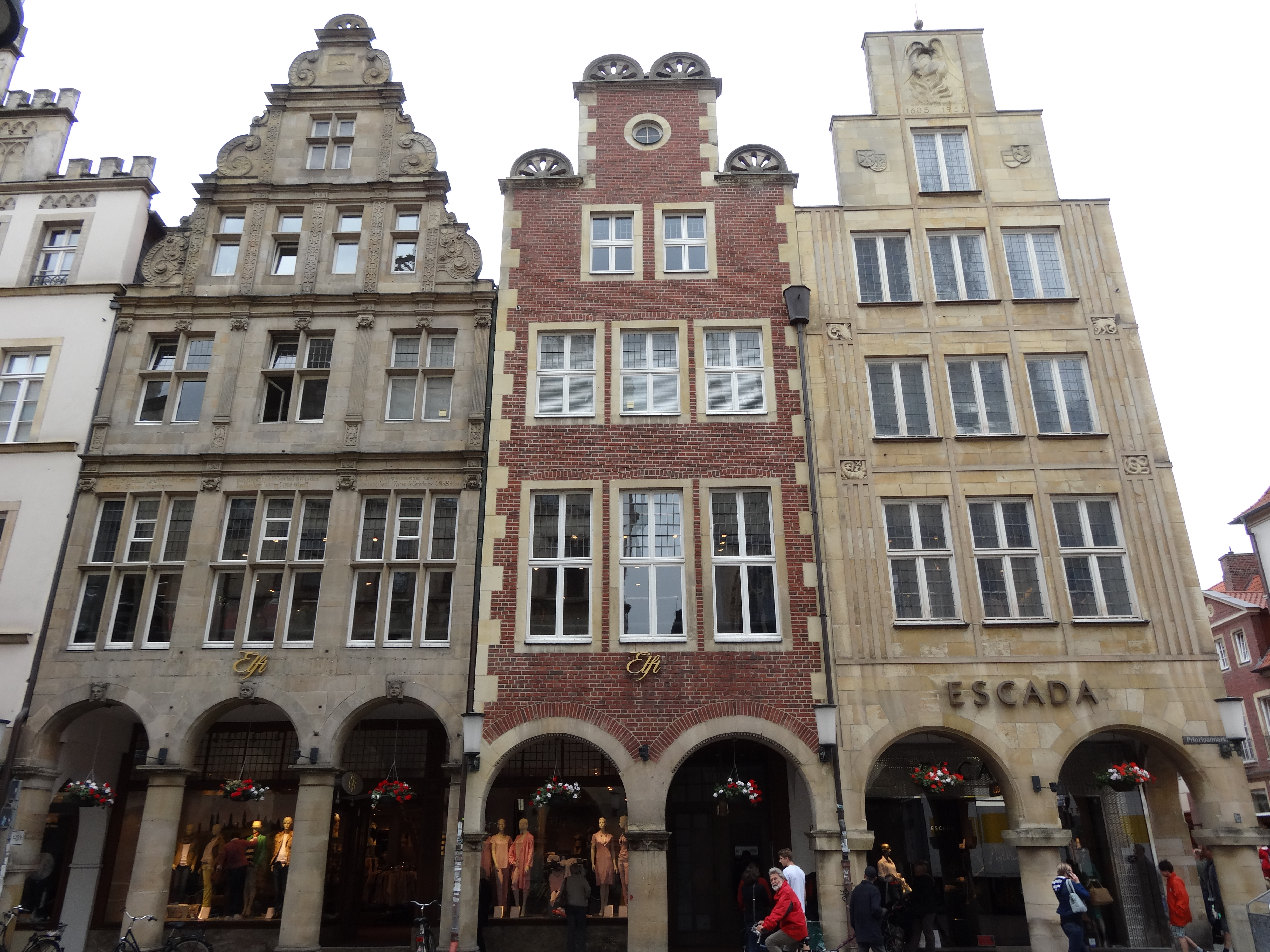
Die Häuser (ganz links (nur halb)) Links und Mitte gehörten zum alten Schucan: Schriftzug auf den Häusern: Otto Schucan's / Konditorei / Cafe

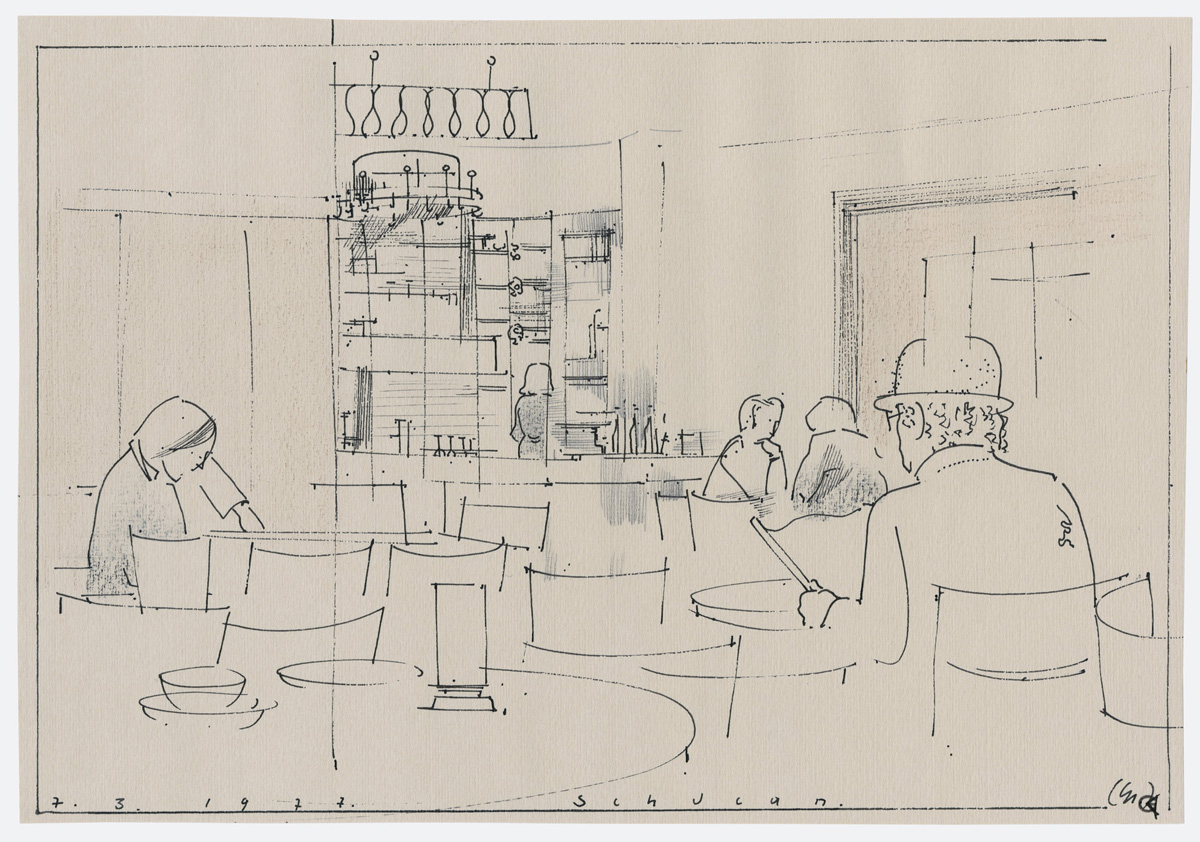
Das Cafe Schucan in Münster war eine Institution und eine Legende, Zeichnung von Hans Griepentrog

Das Cafe Schucan war ein Café auf dem Prinzipalmarkt in Münster. Es wurde 1989 geschlossen.

## Geschichte
1836 ließ sich der Schweizer Johann Gaudenz Steiner in Münster nieder und gründete eine Konditorei. 1894 pachtete der ebenfalls aus der Schweiz stammende Otto Schucan das Haus am Prinzipalmarkt „zum Betriebe einer Konditorei“. Damit erhielt das Haus seinen Namen. Die Schweizer waren berühmt für ihre Zuckerbäckereiwaren. Mehrmals wurde umgezogen und die Räumlichkeit mussten stetig erweitert werden: 1909 kaufte Otto Schucan die Gebäude 25 und 26 auf dem Prinzipalmarkt, ließ beide abreißen und mit Neorenaissancefassaden wieder aufbauen. 1937 kam das Haus 24 dazu. 1938 übernahm Jacob Otto Schucan das Café Schucan von seinem Vater. Das Café war „angesagter“ Treffpunkt für das gesellschaftliche Leben in der Stadt und der Umgebung. Auch bei den Studenten war es sehr beliebt. Im zweiten Stockwerk beherbergte das Café einen Billard-Saal. Das Schucan, nach Art der Wiener Kaffeehauskultur, und das Gasthaus Stuhlmacher waren ein gastronomisches Paar auf dem Prinzipalmarkt in Münster. 1982 übernahm Otto Schucans Tochter Claire Schucan das Geschäft, nachdem der Vater verstorben war. 1989 verkaufte sie das Gebäude samt Café an die Hussel-Holding (heute Douglas), weil kein Erbe bereitstand. Das alte Schucan schloss am 31. März 1989. Nach Protesten wurde das Café auf stark reduzierter Fläche bis 1997 an gleicher Stelle unter dem Namen Feller Mokka (kleines Schucan) weitergeführt. Danach wurde die Thalia-Buchhandlung dort untergebracht, später eine Modeboutique. Nach einer Umfrage von 2015 wünschten sich viele Münsteraner das Cafe Schucan zurück. In einem Interview 2010 bedauerte Jörn Kreke, damaliger Aufsichtsratsvorsitzender der Douglas-Holding, die Schließung des Cafés. Er soll der Stadt Münster die Weiterführung als Café angeboten haben, wenn diese die Mietkosten übernähme, was die Stadt aber ablehnte. Der Imageschaden sei für das Unternehmen nach der Schließung sehr groß gewesen. Geblieben ist allerdings der Schriftzug über der Tür von Prinzipalmarkt 25: Otto Schucan Konditorei.

## Das Schucan in der Kunst
1977 fertigte der Münsteraner Graphiker Hans Griepentrog eine Zeichnung vom Interieur des „legendären“ Cafés an. Die sprichwörtliche Ruhe, die eigentliche Atmosphäre kommt darin gut zum Ausdruck. Gleichzeitig hatte man immer einen guten Ausblick auf das geschäftliche verkehrsmäßige Treiben auf dem Prinzipalmarkt.
Im Jahr 2013 fertigte Andreas Raub ein Exlibris mit dem Namen Münster, Episode im Cafè Schucan an. Es zeigt das Cafe Schucan mit der Aufschrift „Otto Schucan Conditorei“ und einer auf dem Dach installierten Luftschutzsirene. Über dem Dach fliegt ein Bomberverband der Alliierten. In einer Parallelgrafik sieht man zwei wankende Zecher vor einem sich auflösenden, in den Formen verschwimmenden Prinzipalmarkt. Im Vordergrund steht ein leerer Stuhl mit geöffneten Flaschen und leeren Gläsern. Am Boden sieht man die Jahreszahl 1943, die an den großen Luftangriff am 10. Oktober 1943 um 12 Uhr in Münster erinnert.

## Sonstiges
Vom 17. bis zum 19. April 1925 wurde im Café die jährlich stattfindende Deutsche Cadre-45/2-Meisterschaft ausgetragen. Sieger wurde der Düsseldorfer Albert Poensgen vor Otto Unshelm aus Solingen und dem Aachener Carl Foerster.